# Paul Gardiner
Paul Gardiner (n. 1 de mayo de 1958 en Hayes - m. 4 de febrero de 1984 en Northolt) fue un bajista británico conocido por tocar junto con Gary Numan, de 1977 a 1981. Es recordado por sus trabajos con éste en su banda Tubeway Army y en su carrera como solista.

## Biografía
Paul Gardiner nació en Hayes, Middlesex, Inglaterra el 1 de mayo de 1958. En 1977 conoció a Gary Webb (como se llamaba en ese entonces Gary Numan) en la banda The Lasers y se hizo gran amigo de él. Cuando Webb abandonó esta banda, Gardiner lo siguió, formando ambos la banda Tubeway Army. Luego de dos álbumes con la banda y tres de la carrera solista de Numan, Gardiner se dedica a otros proyectos musicales, entre ellos dos sencillos como solista. En sus últimos años era un adicto a la heroína, muriendo de sobredosis en Northolt, Middlesex en febrero de 1984. Le sobrevive un hijo llamado Christopher, nacido en 1980.
Gary Numan le hizo un homenaje póstumo al componer la canción "A Child With The Ghost", incluido en su álbum "Berserker" de 1984 y al celebrar el décimo y vigésimo aniversario de la muerte de Gardiner, tocando, respectivamente en esos homenajes, "Stormtrooper in Drag" en su gira de 1994 y "Night Talk" en un concierto de caridad.
- Datos: Q732480
- Multimedia: Paul Gardiner / Q732480